# HMS E1 (1913)
De HMS E1 was een Britse onderzeeboot van de E-klasse, gebouwd door de scheepswerf Chatham Dockyard. De boot was verbonden aan het Brits onderzeebootflottielje in de Oostzee. Tijdens de Eerste Wereldoorlog nam het schip deel aan de slag in de Golf van Riga, waar het de Duitse Moltke beschadigde.
De boot werd uiteindelijk door de eigen bemanning tot zinken gebracht om te voorkomen dat het in de handen van de oprukkende Duitse strijdkrachten zou vallen.